# روبرت إم. ويلسون جونيور
روبرت إم. ويلسون جونيور (بالإنجليزية: Robert M. Wilson, Jr.)‏ هو محامي أمريكي، ولد في 28 أبريل 1952 في ليتل روك في الولايات المتحدة، وتوفي في 3 أغسطس 2012.